# Jur nad Hronom
Jur nad Hronom (hongrois : Garamszentgyörgy) est un village de Slovaquie situé dans la région de Nitra.

## Histoire
Première mention écrite du village en 1276.

## Démographie

### Évolution de la population
| Année:               | 1994. | 2004.   | 2014.   | 2024.   |
| -------------------- | ----- | ------- | ------- | ------- |
| Nombre de personnes: | 939   | 944     | 954     | 984     |
| Différence:          |       | +0,53 % | +1,05 % | +3,14 % |

| Année:               | 2023. | 2024.   |
| -------------------- | ----- | ------- |
| Nombre de personnes: | 985   | 984     |
| Différence:          |       | -0,10 % |